# The Muppets Valentine Show
The Muppets Valentine Show was de eerste van in totaal twee pilots van The Muppet Show. De proefaflevering werd op 30 januari 1974 uitgezonden door ABC. De andere, The Muppet Show: Sex and Violence, werd uitgezonden in 1975.

## Verhaal
Wally, de presentator van deze Valentijnsspecial met de Muppets en Mia Farrow, heeft last van een schrijversblok: hij kan geen materiaal bedenken om de ware betekenis van liefde uit te beelden. Hij vraagt de andere Muppets en Mia Farrow om hulp, wat een aantal uiteenlopende ideeën en sketches oplevert.

## Cast

### Poppenspelers
- Jim Henson als Wally, Kermit, Rowlf, Ernie
- Frank Oz als George the Janitor, Rufus de hond, mannelijke Koozebanian, kikkers, Bert
- Jerry Nelson als Droop, Thog, Miss Mousey, kikkers, vrouwelijke Koozebanian
- Richard Hunt als Mildred Huxtetter, reusachtige muis
- Dave Goelz als Brewster
- John Lovelady als Crazy Donald, kikkers, beschuitbol
- Jane Henson als overige
- Nancy McGeorge als overige

### Speciale gast
- Mia Farrow als zichzelf